# Ziemiomorze (serial telewizyjny)
Ziemiomorze (ang. Legend of Earthsea lub Earthsea) – miniserial będący adaptacją pierwszych dwóch tomów cyklu Ziemiomorze autorstwa Ursuli K. Le Guin. Serial wyprodukowany został przez Hallmark Entertainment, miał premierę na kanale Sci Fi Channel w grudniu 2004. W Polsce zaprezentował go kanał Hallmark w 2005, a później także Telewizja Polska.

## Obsada
- Shawn Ashmore jako Ged[1]
- Kristin Kreuk jako Tenar[1]
- Isabella Rossellini jako Thar[1]
- Danny Glover jako Ogion[1]
- Sebastian Roché jako król Tygath
- Jennifer Calvert jako Kossil
- Chris Gauthier jako Vetch
- Mark Hildreth jako Jasper
- Alan Scarfe jako Arcymag
- Mark Acheson jako Gebbeth
- Dave Ward jako Dunian
- Amanda Tapping jako Lady Elfarren

## Produkcja
Producentami wykonawczymi serialu byli Robert Halmi (Hallmark Entertainment), Kevin Brown i Lawrence Bender (Bender-Brown Productions), reżyserią zajął się Robert Lieberman, natomiast scenariusz przygotował Gavin Scott.
Zdjęcia do serialu zostały wykonane w Vancouver w Kanadzie.
Seria składa się z dwóch odcinków wyemitowanych kolejno 13 i 14 grudnia 2004 roku na kanale Sci Fi Channel.

## Opinia autorki
Serial nie został dobrze przyjęty przez Ursulę K. Le Guin, autorkę książek, na podstawie których powstał serial. W swoim eseju, zatytułowanym „Wybielone Ziemiomorze. O tym, jak Sci Fi Channel zdewastował moje książki” napisała: 

Nie wiem o czym jest ten film. Pełno w niej scen z książek, inaczej zestawionych, układających się w zupełnie inną historię tak, że nie mają sensu. (...) Gdy parę lat temu sprzedawałam prawa autorskie, mój kontrakt nadawał mi standardowy status „konsultanta”, co oznacza tyle, ile chce rozumieć przez to producent, co prawie zawsze oznacza bardzo mało lub nic. Moja agencja nie mogła zmienić tej klauzuli na moją korzyść. Nabywcy praw mówili jednak, że zamierzają dochować wierności książkom i prosić mnie o zdanie na etapie planowania filmu. Mówili, że mają zapewnioną współpracę z Philippą Boyens (współscenarzystką Władcy Pierścieni), jako główną scenarzystką. Scenariusz był dla mnie najważniejszy, dlatego obecność Boyens miała kluczowy wpływ na moją decyzję o sprzedaży praw do filmu. (...) Minęły miesiące. Gdy producenci zdobyli poparcie Sci Fi Channel potrzebne do stworzenia mini-serii (...) stracili Boyens. (...) W tym momencie wszystko zaczęło się dziać bardzo szybko. (...) Przysłali mi kilka wersji scenariusza i obwieścili, że zdjęcia już się rozpoczęły. Zostałam odcięta od całości procesu [produkcyjnego]. Równie szybko rasa [bohaterów], która stanowiła kluczowy element, została całkowicie wycięta z historii. W miniserii jedyną osobą ciemnoskórą spośród głównej obsady jest Danny Glover (choć pojawia się kilku także wśród władających włóczniami). Ogromne odstępstwo od Ziemiomorza jakie sobie wyobraziłam. Kiedy przeanalizowałam scenariusz, zdałam sobie sprawę, że producenci zupełnie nie rozumieli o czym są książki i nie byli zainteresowani dowiedzeniem się. Jedyne co ich obchodziło, to użycie nazwy „Ziemiomorze” i wykorzystanie niektórych scen z książek, by stworzyć sztampowy film fantasy z nie mającą znaczenia fabułą opartą na seksie i przemocy.